# Cyryl Bertram i siedmiu towarzyszy

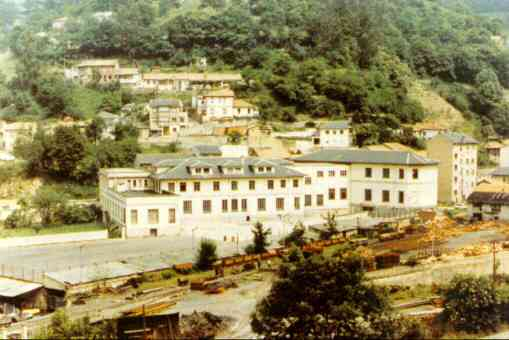
Kolegium Zgromadzenia Braci Szkół Chrześcijańskich pw. Matki Bożej z Covadonga, Turón w Asturii

Cyryl Bertram i siedmiu towarzyszy – męczennicy, pierwsze ofiary prześladowań antykatolickich poprzedzających wybuch hiszpańskiej wojny domowej, święci Kościoła katolickiego, zakonnicy.

## Działalność społeczna
Cyryl Bertram z sześcioma współbraćmi prowadzili działalność dydaktyczno–wychowawczą w kolegium założonym przez Zgromadzenie Braci Szkół Chrześcijańskich pod wezwaniem Matki Bożej z Covadonga w Turónie w Asturii. Prowadzili szkołę Nuestra Señora de Covadonga, która została założona i była wspierana przez firmę Altos Hornos de Vizcaya, jedynego źródła pracy w mieście. Firma była właścicielem kopalni.

## Tło wydarzeń
Narastające konflikty społeczne na początku lat trzydziestych w Hiszpanii doprowadziły do fali prześladowań Kościoła katolickiego, która, włączając okres wojny domowej, pociągnęła za sobą liczne ofiary.

Mimo zagrożenia, jakie stwarzały rewolucyjne zamieszki w Asturii, nie opuścili szkoły i 5 października 1934 przeżyli atak na placówkę, w wyniku którego zostali uwięzieni w „domu ludowym”. Aresztowani zostali przez rewolucjonistów marksistowskich w czasie mszy świętej w której wszyscy zakonnicy uczestniczyli. Grupę ośmiu zakonników, którzy jako jedni z pierwszych padli ofiarą prześladowań, łączy czas, miejsce śmierci i fakt oddania życia za wiarę, jak określił to w homilii, wygłoszonej w czasie mszy św. kanonizacyjnej, Jan Paweł II, dla włączenia się w proces oddania świata Bogu za sprawą wiary w Chrystusa zmartwychwstałego:

aby Bóg był wszystkim we wszystkich.

 Na podstawie wyroku wydanego przez komitet rewolucyjny rozstrzelani zostali na cmentarzu miejskim w Turónie po północy 9 października 1934. Razem z nimi zginął spowiednik ks. Innocenty od Niepokalanego Poczęcia CP (Emanuel Canoura Arnau) (ur. 1887), który przebywał w szkole, by uczniowie mogli przystąpić przed pierwszym piątkiem miesiąca do sakramentu pokuty i pojednania.

## Lista męczenników
W grupie zamordowanych znajdowali się:
1. br. Cyryl Bertram FSC (Józef Sanz Tejedor) – przełożony, najstarszy ze straconych (w chwili śmierci miał 46 lat)
2. br. Marcin Józef FSC (Filemon López López) – ur. 1900
3. br. Julian Alfred FSC (Wilfryd Fernández Zapico) – ur. 1902
4. br. Wiktorian Pius FSC (Klaudiusz Bernabé Cano) – ur. 1905
5. br. Beniamin Julian FSC (Wincenty Alonso Andrés) – ur. 1908
6. br. August Andrzej FSC (Roman Martínez Fernández) – ur. 1910
7. br. Benedykt od Jezusa FSC (Hektor Valdivielso Sáez) – Argentyńczyk, ur. 1910
8. br. Anicet Adolf FSC (Emanuel Seco Gutiérrez) – ur. 1912

Papież Jan Paweł II dokonał beatyfikacji Cyryla Bertrama i siedmiu towarzyszy 29 kwietnia 1990, a ich kanonizacja odbyła się 21 listopada 1999 w bazylice św. Piotra na Watykanie. Tego dnia kanonizowani zostali także o. Innocenty od Niepokalanego Poczęcia i Jakub Hilary Barbal Cosan FSC (ur. 1898) z tego samego zakonu, który zginął 16 stycznia 1937, również w wyniku prześladowań na tle religijnym w Hiszpanii jako „męczennik za wiarę”.
Wspomnienie liturgiczne męczenników w Kościele katolickim przypada na 9 października.
Byli też i męczennicy świeccy: zamordowano równocześnie także kilku menedżerów i inżynierów firmy Altos Hornos. Nie zostali oni jednak wyniesieni na ołtarze.